# Klinger (Unternehmen)
Die Klinger Group ist eine familiengeführte Unternehmensgruppe mit Hauptsitz in Gumpoldskirchen, Österreich. Sie ist Hersteller und Anbieter von industriellen Dichtungen, Flüssigkeitsregelungs- und Flüssigkeitsüberwachungssystemen. Die Gruppe mit Standorten in mehr als 45 Ländern exportiert weltweit in 60 Länder und beschäftigt 2844 Mitarbeiter. 2023 wurde ein Umsatz in Höhe von 602,2 Mio. Euro erzielt.

## Geschichte

### Firmengründung
Noch während er an der technischen Hochschule in Wien Maschinenbau studierte, entwickelte Richard Klinger seine erste Erfindung und meldete sie am 10. Juli 1885 zum Patent an: eine Plissiermaschine, die das Falten von Spitzen und Krausen erleichtern sollte. Mit der Anmeldung des Patents gründete Richard Klinger 1886 in Wien eine kleine Werkstatt zur Erzeugung dieser Apparate und legte damit den Grundstein für die Aktivitäten der heutigen Klinger Group. Daneben entwickelte er einige Erfindungen auf dem glastechnischen Gebiet. So erreichte er durch einen besonderen Schliff bei Gablonzer Schmucksteinen, die sogenannte „Gablonzer Bijouterie“, eine gesteigerte Leuchtkraft, und entwickelte ein Schleifgerät – die Facettenschleifmaschine – das den bis dahin üblichen Einzelschliff von Hand durch die gleichzeitige Bearbeitung einer höheren Stückzahl ersetzte. Kurz nach der Erfindung dieser Facettenschleifmaschine gründete er 1888 die Firma Klinger und ließ sich in seinem Heimatort Gumpoldskirchen nieder.
Wenig später, am 8. November 1888, meldete Richard Klinger gemeinsam mit dem Ingenieur Victor Würth aus Pfaffstätten eine weitere Erfindung zum Patent an: „Eine einflügelige Tür, welche entweder von rechts nach links oder von links nach rechts geöffnet werden kann, jedoch nicht von beiden Seiten gleichzeitig.“ Offiziell wurde dieses Patent nie ausgewertet, jedoch legte diese Funktionsweise des Öffnens und Schließens (von Ventilen) das Fundament für die industriellen Geschäftstätigkeiten Klingers.

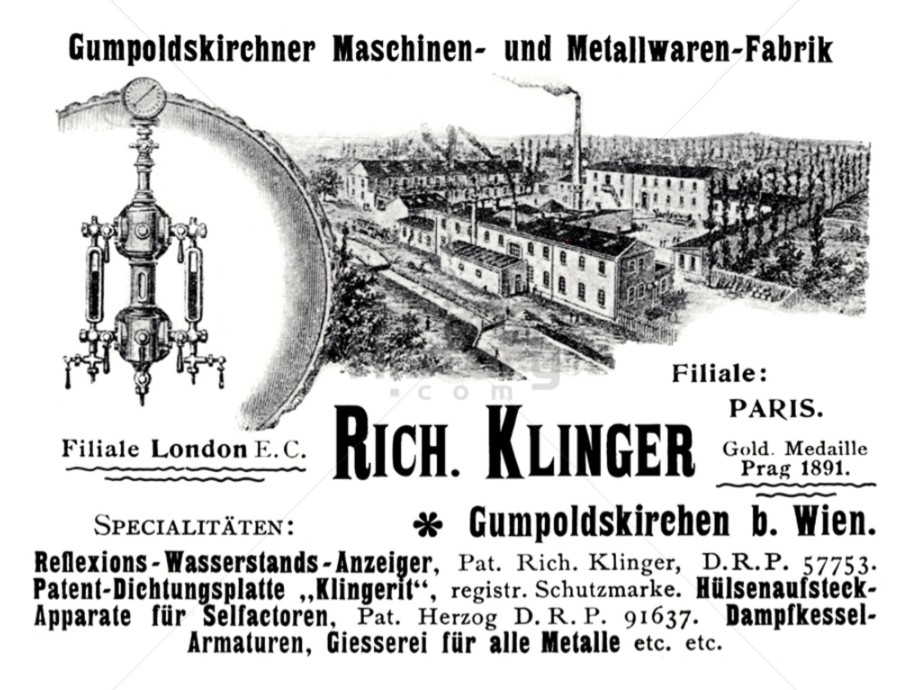
Werbeprospekt mit Abbildung des ursprünglichen Werksgeländes und des Reflex-Schauglases

### Eröffnung der Gumpoldskirchner Maschinen- und Metallwarenfabrik
1890 erfand Klinger einen Wasserstandsanzeiger nach dem Reflexionsprinzip. Er löste damit das Problem der schlechten Lesbarkeit der Glasrohranzeiger an den Dampfmaschinen, indem er sein Schauglas konvex formte und mit Längsrillen versah, sodass der Wasserstand tiefschwarz, der Dampf dagegen hell erscheint. Noch im Jahr 1891 verkaufte Klinger die amerikanischen Patentrechte und begann mit der Herstellung des Anzeigers.
Im Zusammenhang hiermit entwickelte Klinger ein neues Dichtungsmaterial, das druck- und temperaturbeständiger war als die bis dahin verwendeten organischen Dichtungen aus Pressspan, Leder oder Hanf und auch die Nachteile der zu harten Kupferdichtungen vermied. Auf dieses aus fein aufgeschlossenem Asbest und anderen Chemikalien sowie Kautschuk bestehende Dichtungsmaterial erhielt er 1898 ein Patent. Es wurde später Klingerit genannt und immer wieder verbessert. Die Kombination dieser beiden Erfindungen Richard Klingers erlaubte die Anwendung höherer Temperaturen und Dampfdrücke, sodass nun Kessel mit verbessertem Wirkungsgrad gebaut werden konnten.
In der Zwischenzeit eröffnete Klinger 1893 seine erste Fabrik unter dem Namen Gumpoldskirchner Maschinen- und Metallwarenfabrik, mit anfangs 28 Mitarbeitern. In dieser nahm er 1901 die Produktion von Azetylen-Beleuchtungsanlagen, 1902 von Stopfbüchsenpackungen auf Asbestbasis, 1907 von Rundlauf-Hauswasser- und -Feuerlösch-Pumpen sowie von Fettschmierpressen auf. Technische Direktoren waren die Brüder Richard und Rudolf Klinger, Kaufmännischer Direktor ein weiterer Bruder, Gustav Klinger.
1911 feierte die Gumpoldskirchner Maschinen- und Metallwarenfabrik ihr 25-jähriges Bestandsjubiläum. Zu diesem Anlass erhielten die 200 Mitarbeiter eine doppelte Lohnzahlung, zudem ließ Richard Klinger einen Unterstützungsfonds von 20.000 Kronen für die Arbeiterschaft einrichten. Zu diesem Zeitpunkt unterhielt das Unternehmen auch bereits internationale Niederlassungen, unter anderem in London, Paris, Sydney und Budapest.

### Firmenumwandlung und Geschäftsausbau
Kurz vor Ausbruch des Ersten Weltkriegs wandelte Klinger 1912 das Einzelunternehmen in eine Gesellschaft mit beschränkter Haftung um, die Richard Klinger GesmbH. Dabei bezog er seine Familie in die Firma mit ein. Seine Brüder Gustav und Rudolf wurden Gesellschafter der Firma und übernahmen die Geschäftsführung.
1913 beschloss das Unternehmen aufgrund des Wohnungsmangels rund um die Fabrik, „sechs Arbeiterhäuser bauen zu lassen und deshalb die Wiesengründe an der Straße zum Kanal“ zu erwerben. Es entstanden sechs Wohnblocks zu je vier Zweifamilienhäusern und zwei Waschküchen für 48 Parteien. Im selben Jahr folgte die Gründung einer Tochtergesellschaft in Berlin-Tempelhof.
Anfang der 1920er Jahre begann das Unternehmen mit der Produktion eines neuen Industriestandards: dem Kolbenventil, einer Art Ventil mit einem elastischen, auswechselbaren Dichtungssystem für den höheren Temperaturbereich. In der Folge kamen diese im gesamten Nieder- und Mitteldruckgebiet für Dampf, Wasser, Gase und chemische Medien zum Einsatz. Ab 1923 produzierte Klinger auch Schnellschlussventile und brachte laufend neue Erzeugnisse auf den Markt. So gingen beispielsweise Hähne mit zylindrischen Kolben als Verschlusselemente und austauschbaren weichen Dichtringen in Produktion.
1928 verstarb Richard Klinger und sein Sohn Karl Klinger übernahm die Geschäftsführung. Unter der neuen Führung konzentrierte sich das Unternehmen auf die Entwicklung säure- und ölbeständiger Dichtungen (wie Klinger-Oilit und Acidit). In den späten 1930er Jahren begann das Unternehmen mit der Entwicklung und Herstellung von Bremsbelägen für die Autoindustrie.
1931 wurde das Unternehmen von einer GmbH in eine Aktiengesellschaft umgewandelt, deren Anteile innerhalb der Klinger-Familie verblieben. 1933 folgte die Eröffnung eines Werkes in England, von welchem wiederum 1959 in Australien eine Fabrik ins Leben gerufen wurde. Entworfen wurde das modernistische Fabriksgebäude in England von Wallis, Gilbert und Partners.

### Zweiter Weltkrieg
Mit Beginn des Zweiten Weltkriegs wurden die Klinger-Werke zwangsweise auf Rüstungsproduktion umgestellt. In der Folge gab es Typenbeschränkungen der produzierten Ventile, eine Umstellung der Rezepturen für Dichtungsplatten wegen Rohstoffmangels, Rüstungsproduktion im Dienst der Wehrmacht, Produktion von Federbeinköpfen für Kampfflugzeuge, von Bodenstücken und Mündungsbremsen für PAK-Geschütze, von 5 cm PAK-Granaten sowie die Produktion von Geschützrohren zwischen 6,5 cm und 10,5 cm. Für die Kriegsproduktion wurden dem Betrieb mehrere hundert Zwangsarbeiter zugewiesen, die die Belegschaft auf insgesamt 1.100 Personen ansteigen ließen. Im März 2001 zahlte die Klinger Holding Austria GmbH als Rechtsnachfolgerin der Klinger Aktiengesellschaft in den österreichischen Versöhnungsfonds ein.
1945 wurden durch russische Truppen alle transportablen Maschinen demontiert. Im selben Jahr wurden das Werk in England und ein kurz zuvor erworbenes US-Grundstück zu Feindbesitz erklärt und beschlagnahmt.

### Wiederaufnahme des Geschäftsbetriebs
1947 erfolgte wieder die reguläre Produktion. 1951 folgte die Eröffnung des Werks in Idstein.
1957 übernahm Hubert Klinger-Lohr die Leitung der Klinger-Werke. Bereits 1947 war dieser als Chemiker im Werk Gumpoldskirchen ins Unternehmen eingestiegen. Unter seiner Leitung verlagerte sich der Schwerpunkt der Firma auf die Entwicklung weiterer Produktionsstandorte und den Ausbau von Dienstleistungen im Automotivbereich. Ab 1959 baute das Unternehmen die Kugelhahn-Produktion aus.
Wesentliche Betriebserweiterungen erfolgten 1954 bis 1957 in Gumpoldskirchen, wo unter anderem Stahlgussanlagen errichtet wurden. 1965 verlegte Klinger den Firmensitz der weiter ausschließlich im Familienbesitz befindlichen Klinger AG nach Zürich.

### Internationaler Geschäftsausbau und Produkterweiterung
1958 eröffnete das Unternehmen ein Werk im australischen Victoria. Es entstanden weitere Werke in Südafrika (1964), den USA (1967), Brasilien (1968), Kanada (1970), Argentinien (1971) und Mexiko (1972). 1974 eröffnete Klinger sein erstes Ferroflex-Werk im hessischen Runkel. 1976 folgte eine auf den Automobilsektor spezialisierte Abteilung in Idstein.
In den 1970er Jahren wurde das Unternehmen mit mehreren Berichten konfrontiert, die zeigten, dass Asbest gesundheitsschädlich sein könnte. Da das Produkt Klingerit Asbest enthielt, musste Klinger eine Alternative zu diesem Bestandteil finden. Dies dauerte bis Anfang der 1980er Jahre; anfangs wurde eine Gummifaser verwendet, später wechselte man zu Teflon (PTFE).
1982 wurde das PTFE-Dichtungsmaterial Klingersil vorgestellt, das erste asbestfreie Dichtungsmaterial. In den folgenden Jahren löste dieses Klingerit am Markt ab. Ein Jahr später wurde das Patent für den Monoball-Kugelhahn in einteiliger Konstruktionsbauweise angemeldet.
1984 übernahm Thomas Klinger-Lohr in vierter Generation der Familie Klinger die Leitung des Unternehmens. 1994 erfolgte eine Fusion zwischen der deutschen Tochtergesellschaft Richard Klinger GmbH und dem deutschen Automobilkonzern Elring, aus der die ElringKlinger AG hervorging, die seit 2002 börsennotiert ist.
Neben zahlreichen weiteren Zukäufen übernahm Klinger 2003 die 1993 gegründete Technische Entwicklungsgesellschaft (TEG) aus Graben-Neudorf bei Karlsruhe. Nach mehreren Erweiterungen des Betriebsgeländes spezialisierte sie sich auf die Bereiche Forschung & Entwicklung, Produktion und Vertrieb von Industriearmaturen, und hier insbesondere von Kugelhähnen und pneumatischen Antrieben.
2009 präsentierte Klinger Faserstoffdichtungen mit dem neuen Dichtungswerkstoff Klinger Quantum. Dieser sollte eine höhere Flexibilität als bisher bekannte faserverstärkte Dichtungsmaterialien auch bei hohen Dauertemperaturen bieten, bei einer gleichzeitig verbesserten chemischen Beständigkeit.
Die aktuelle (Stand 2025) Geschäftsführung der Klinger Group, bestehend aus Daniel Schibli und Peter Müller, übernahm 2015 die Leitung der Gruppe. 2018 trat Christoph Klinger-Lohr, als fünfte Generation der Klinger-Familie, der Geschäftsführung der Klinger Group bei.
2020 wurde der langjährige Partner Franz Gysi AG übernommen sowie das brasilianische Familienunternehmen Parva; ein Hersteller für Ventile für Chlorbehälter. Im Januar 2021 erfolgte die Übernahme des italienischen Dichtungsherstellers Spiralit und 2023 wurde der belgische Gummiproduzent Philippe Jans übernommen. Im selben Jahr wurde weiters LiberAqua akquiriert, ein Unternehmen aus dem Bereich der Wasseraufbereitung.
2024 erfolgten weitere Akquisitionen, darunter die Übernahme von Intertherm in Südafrika, die Unternehmen Productos Salinas und Juntas Besma in Spanien sowie die Diunis Wilhelm Gärtner GmbH Stanztechnik, ein Unternehmen im Bereich Stanzen nicht-metallischer Dichtungen mit Sitz in Wuppertal.

## Konzernstruktur
Die Muttergesellschaft der Klinger Group ist die Klinger Holding GmbH mit Sitz in Gumpoldskirchen, Österreich. Die Rechtsform ist die einer Gesellschaft mit beschränkter Haftung, die zu 100 % im Eigentum der H.K.L. Holding Stiftung, Liechtenstein, steht.
Die Gruppe ist international in 60 Ländern vertreten und verfügt über 18 Fertigungsstandorte. 2023 gehörten über 60 vollkonsolidierte Unternehmen zur Unternehmensgruppe. Folgende zahlungsemittierende Unternehmen gehörten unter anderem dazu:
- Klingerpark GmbH (Österreich)
- Klinger Fluid Control GmbH (Österreich)
- Klinger Bartsch GmbH (Deutschland)
- Klinger Schöneberg GmbH (Deutschland)
- Klinger Gysi AG (Schweiz)
- Klinger Holdings Ltd (Vereinigtes Königreich)
- Klinger Spain SAU (Spanien)
- Klinger Italy S.r.l. (Italien)
- Spiralit S.r.l. (Italien)
- Klinger Portugal (Portugal)
- Klinger Danmark A/S (Dänemark)
- Westad Industri AS (Norwegen)
- Klinger Schweden AB (Schweden)
- Klinger Finland Oy (Finland)
- Klinger Mexico S.R.L. (Mexiko)
- Gasket & Packing, Inc. (USA)
- Richard Klinger Industria e Comercio Ltda. (Brasilien)
- Rich. Klinger Dichtungstechnik GmbH & Co KG (Österreich)
- Klinger Perú, S.A.C. (Peru)
- Klinger Fluid Sealing Enterprise Shanghai Ltd. (China)
- Klinger-Die Erste Co., Ltd. (Taiwan)
- Klinger Industrial Products India Private Limited (Indien)

### Geschäftsführung
Die Klinger Group wird von Daniel Schibli, Christoph Klinger-Lohr (in fünfter Generation) und Peter Müller geleitet. Christoph Klinger-Lohr und Daniel Schibli führen die Geschäfte als Geschäftsführer, während Peter Müller als Finanzvorstand die Finanzangelegenheiten verantwortet.

### Geschäftseinheiten
Der Konzern ist in folgende drei Geschäftseinheiten unterteilt: Sealing, Fluid Control und Service & Distribution.

## Produkte
Klinger entwickelt und vertreibt verschiedene Sortimente, diese umfassen: Dichtungsplatten, Dichtungen, Armaturen, Füllstandsmessinstrumente, Kompensatoren und Metallschläuche. Zu den bekanntesten Marken von Klinger im Bereich Dichtungen gehören: Klingersil, Klinger TopChem, Graphit-basierte Dichtungsmaterialien, Quantum und Klinger Milam. Im Bereich Armaturen gehören u. a. Absperrhähne, Absperrschieber, Durchgangsventile, Faltenbalgventile sowie Kugel- und Kegelhähne zu den Produkten.